# Mitch Finesilver
Mitch Finesilver, właśc. Mitchell Louis Finesilver (ur. 20 marca 1996 w Greenwood Village) – amerykański, a od 2020 roku izraelski zapaśnik walczący w stylu wolnym. Zajął dziewiąte miejsce na mistrzostwach świata w 2024 roku. 
Brązowy medalista mistrzostw Europy w 2021. Szesnasty w indywidualnym Pucharze Świata w 2020. Wygrał Makabiadę w 2017 roku.